# 알로하 에어 카고
알로하 에어 카고(영어: Aloha Air Cargo)는 미국의 화물 항공사로 본사는 미국 하와이주 호놀룰루에 위치해 있으며 2008년에 파산된 알로하 항공에서 분리되어 설립했다. 허브 공항으로 호놀룰루 국제공항이 있다.

## 보유 기종
- 2016년 8월 기준으로 알로하 에어 카고는 다음과 같은 기종을 보유하고 있으며 평균 기령은 28.2년이다.[4]

## 같이 보기
- 알로하 항공